# Красношапочный попугай
Красношапочный попугай (лат. Purpureicephalus spurius) — вид птиц из семейства Psittaculidae, единственный в одноимённом роде (Purpureicephalus).

## Внешний вид
Длина тела 37-38 см, хвоста 18 см. Внешне похожи на певчих попугайчиков, но в отличие от них имеют вытянутый и более узкий клюв. Верх головы у самцов малиново-красный, затылок, горло и щёки до глаз жёлтые. Нижняя часть тела, грудь и живот от синего до фиолетового цвета. Верхняя часть тела, крылья и хвост зелёные. У самок окраска груди светло-синяя, верхняя часть головы и лоб коричнево-зелёные или коричневатые, с бледно-жёлтыми щеками и горлом. Клюв сильный.

## Распространение
Эндемик Юго-Западной Австралии. Встречается главным образом в эвкалиптовых лесах.

## Образ жизни
Питаются семенами некоторых сортов эвкалиптов, насекомыми и личинками.

## Размножение
Самка откладывает до 5 яиц и насиживает их около трёх недель. Вылупившиеся птенцы покидают гнездо через 35 дней.

## Содержание
Впервые в Европу были привезены в 1853 году. Содержание этих попугаев не представляет особых сложностей. Тем не менее, в неволе содержится не часто, так как очень подвижен и требует помещений большого размера, в остальном уход за ним такой же, как и за певчими попугаями.

## Галерея

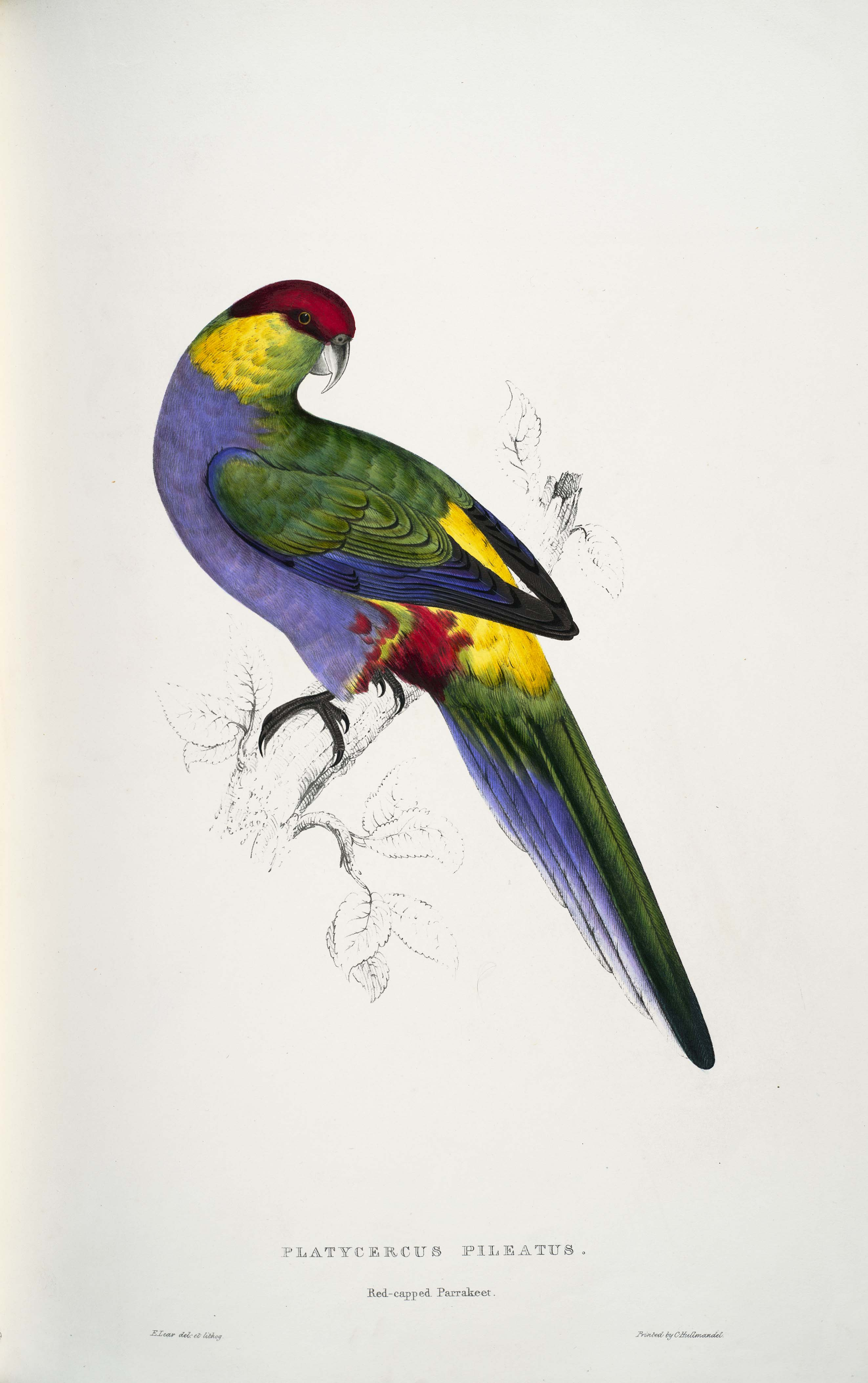
Иллюстрация 1832 года
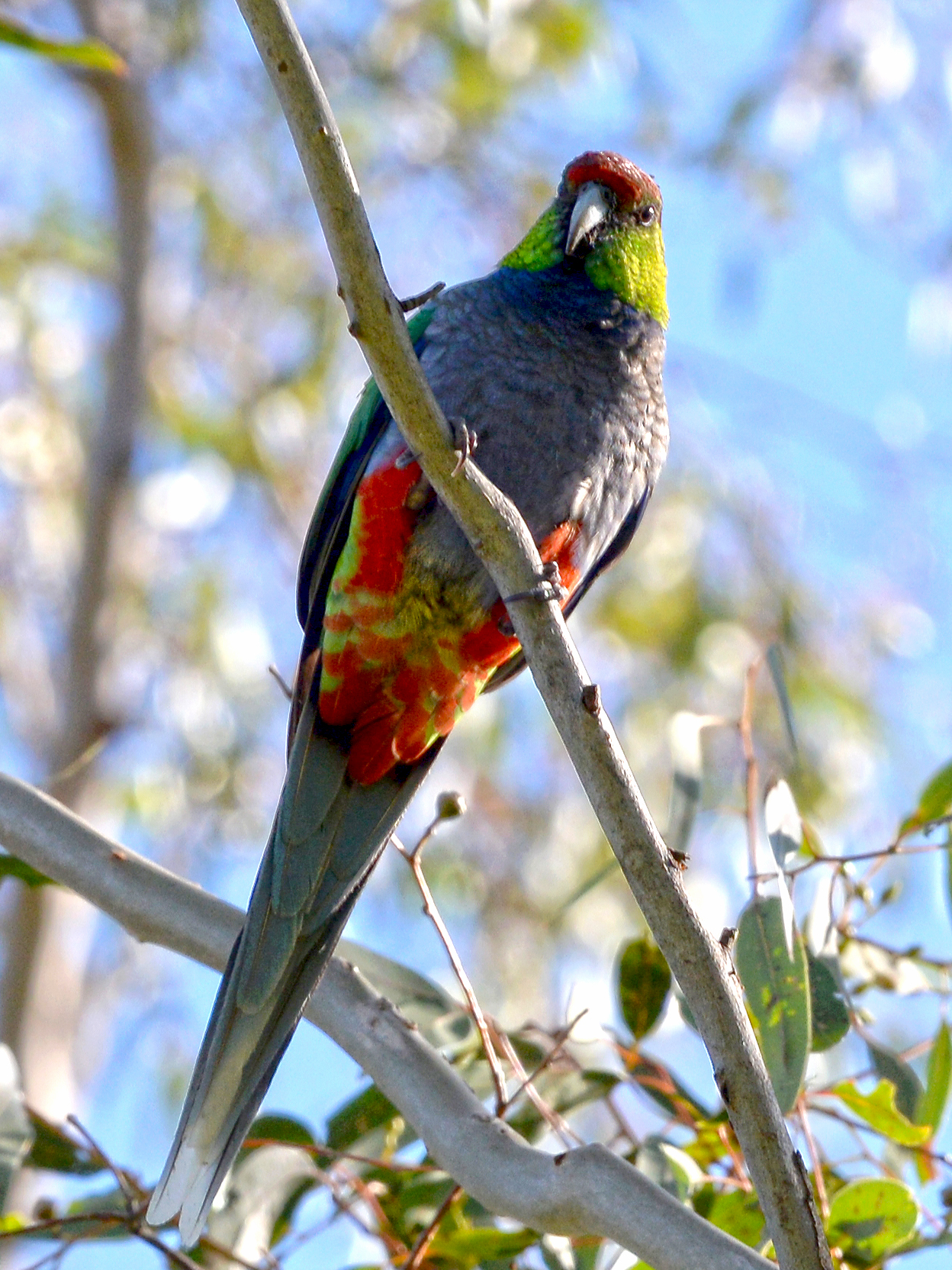
Самка
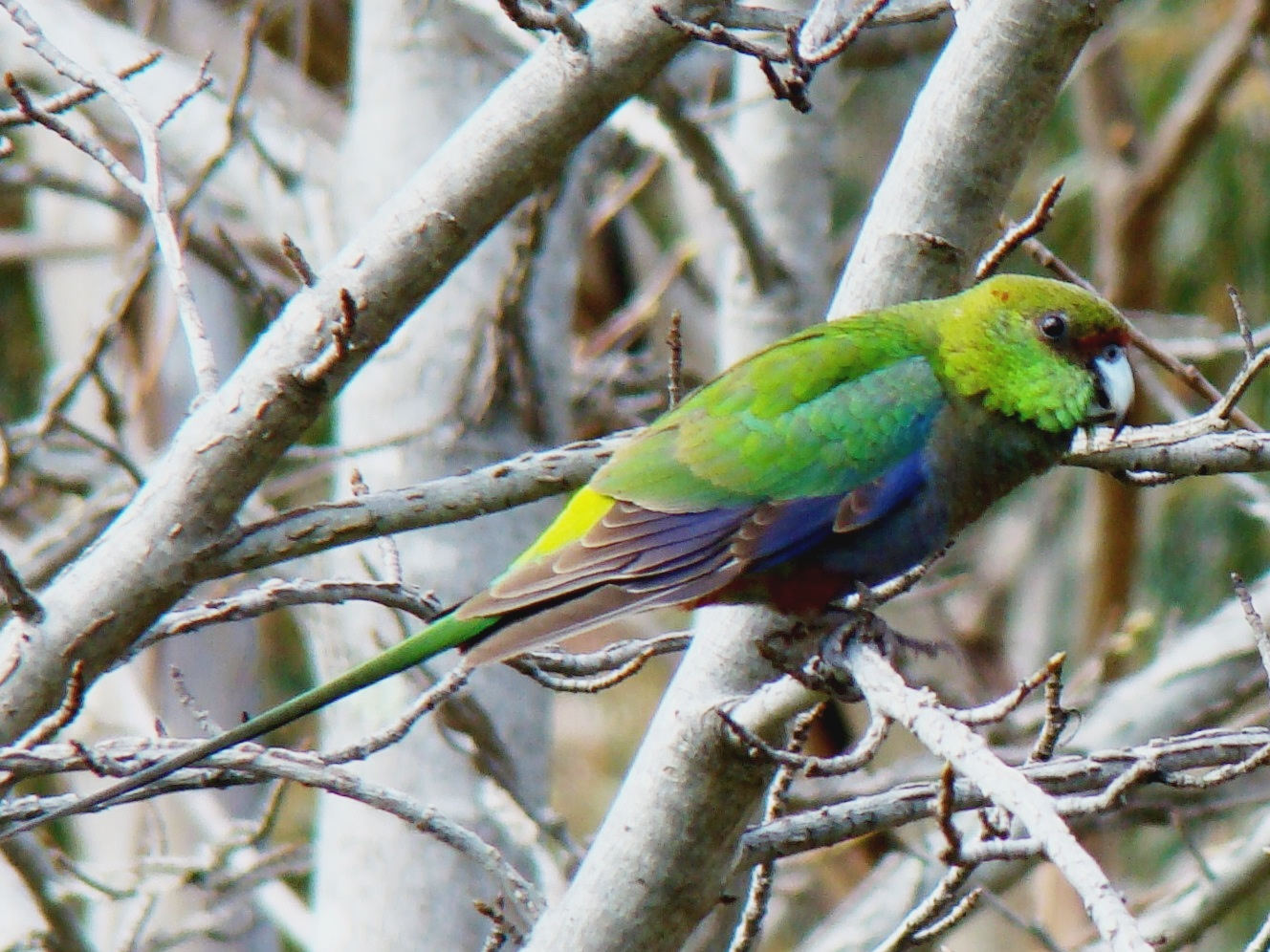
Молодая птица
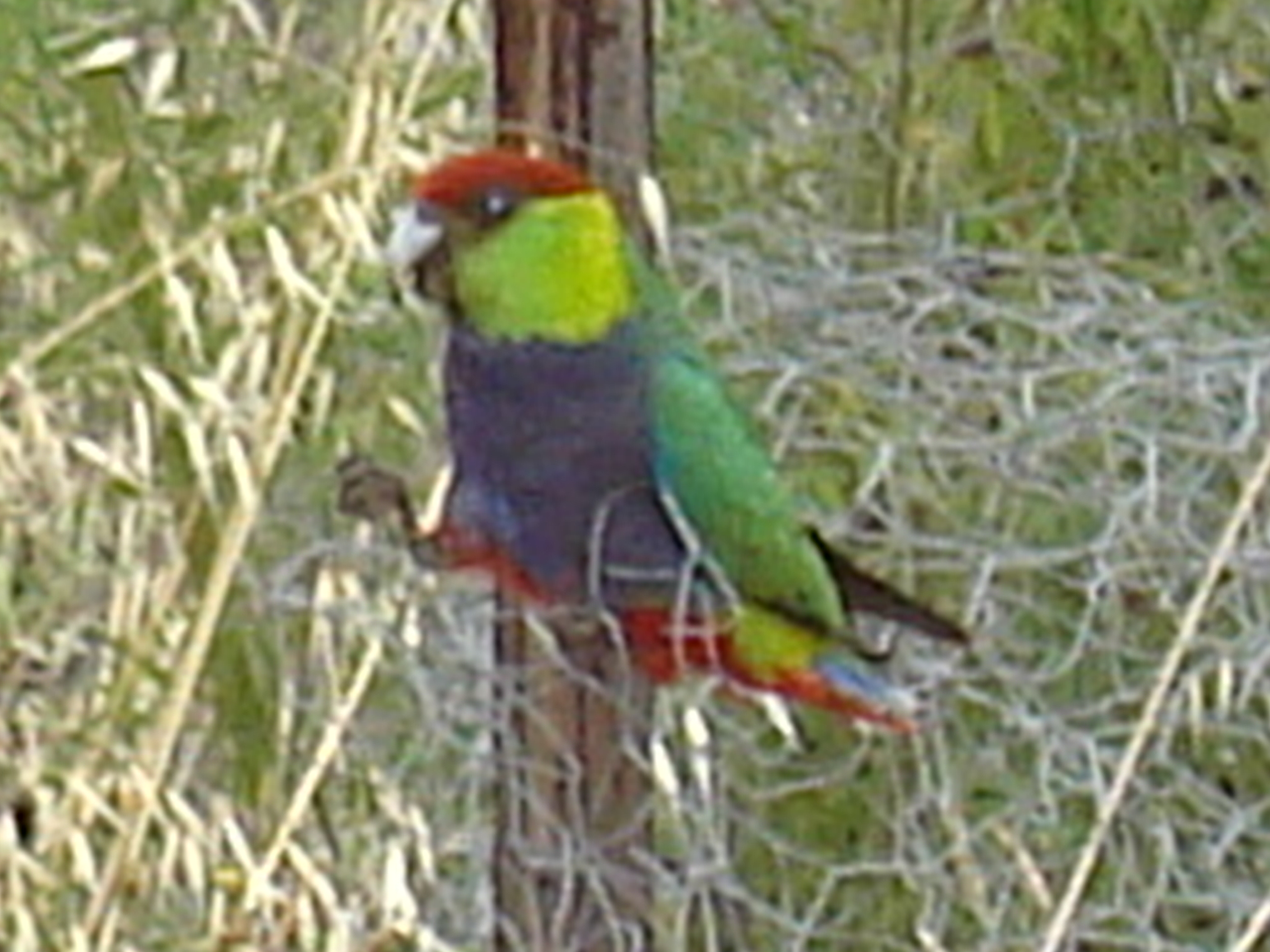
Самец